# Базен (Француска)
Базен (фр. Bazens) насеље је и општина у југозападној Француској у региону Аквитанија, у департману Лот и Гарона која припада префектури Ажан.
По подацима из 2011. године у општини је живело 533 становника, а густина насељености је износила 43,65 становника/km². Општина се простире на површини од 12,21 km². Налази се на средњој надморској висини од 150 метара (максималној 200 m, а минималној 30 m).

## Демографија
| 1962. | 1968. | 1975. | 1982. | 1990. | 1999. | 2011. |
| ----- | ----- | ----- | ----- | ----- | ----- | ----- |
| 302   | 333   | 325   | 372   | 430   | 480   | 533   |

График промене броја становника у току последњих година